# Tomlinson Holman
 (février 2025).
Si vous disposez d'ouvrages ou d'articles de référence ou si vous connaissez des sites web de qualité traitant du thème abordé ici, merci de compléter l'article en donnant les références utiles à sa vérifiabilité et en les liant à la section « Notes et références ».
Tomlinson Holman (né en 1946 dans l'Illinois) est un ingénieur du son, inventeur et professeur américain. Il est principalement connu pour avoir développé le système audio THX chez Lucasfilm, qui a révolutionné les normes sonores dans l'industrie cinématographique. Il a également introduit le concept de son surround 10.2.

## Biographie
Tomlinson Holman est diplômé de l'Université de l'Illinois à Urbana-Champaign, où il a étudié l'ingénierie électrique. Il a commencé sa carrière dans l'industrie audiovisuelle en concevant des équipements pour Advent Corporation.

### Lucasfilm et le THX
En 1980, Holman rejoint Lucasfilm, où il dirige une équipe dédiée à l'amélioration de l'expérience sonore dans les salles de cinéma. Cela conduit à la création du système THX, conçu pour garantir une reproduction sonore fidèle et immersive. Le système THX est rapidement devenu une norme dans l'industrie, utilisé dans les cinémas, les équipements domestiques et les studios d'enregistrement.

### Innovation dans le son surround
Après avoir quitté Lucasfilm, Holman a poursuivi ses recherches sur l'audio, notamment en développant le son surround 10.2 (dix canaux de reproduction sonore plus deux canaux de basses). Ce système vise à améliorer l'immersion sonore en ajoutant davantage de directions et de profondeur.

### Enseignement
Tomlinson Holman est également un éducateur renommé. Il a enseigné à l'USC School of Cinematic Arts, où il a partagé ses connaissances sur les technologies audio avec de nombreux étudiants. Il est également l'auteur de plusieurs livres techniques sur le son, dont *Sound for Film and Television*.

### Récompenses
Holman a reçu un Academy Scientific and Technical Award pour ses contributions à l'innovation technologique dans le cinéma.

## Publications principales
- Holman, Tomlinson. Sound for Film and Television. Focal Press, 2002.
- Holman, Tomlinson. Surround Sound: Up and Running. Focal Press, 2007.